# محافظة دومة الجندل
محافظة دومة الجندل هي إحدى محافظات منطقة الجوف شمال السعودية، وعاصمتها الإدارية مدينة دومة الجندل، تقع محافظة دومة الجندل غرب مدينة سكاكا عاصمة الجوف وتبعد عنها مسافة 50 كيلومتر، قيل أنها سميت بدومة الجندل نسبةً إلى دومة بن إسماعيل والجندل كلمة مضافة إلى الاسم وتعني الحجر الذي بنيت منه أغلب المنازل القديمة في هذه المحافظة، تعتبر دومة الجندل من المناطق الجيولوجية في المملكة العربية السعودية؛ لوقوعها على صخور تنتمي للدرع العربي، وهي أحد المواقع التاريخية والأثرية والحضارية في المملكة حيث تحتضن قلعة مارد ومسجد عمر بن الخطاب وحي الدرع.

## المراكز التابعة
يتبع للمحافظة إضافة إلى دومة الجندل، كل من:
- مركز أبو عجرم
- مركز الأضارع
- مركز الشقيق
- مركز الرديفة
- مركز أصفان